# Luke Casserly
Luke Casserly (Sydney, 11 de dezembro de 1973) é um treinador e ex-futebolista profissional australiano, atuava como defensor.

## Carreira
Luke Casserly representou a Seleção Australiana de Futebol, nas Olimpíadas de 1996.